# Azolette
 Azolette  est une commune française située dans le département du Rhône, en région Auvergne-Rhône-Alpes.

## Géographie
Azolette fait partie du Beaujolais. La commune se situe au pied du col des Écharmeaux en Haut-Beaujolais.

### Communes limitrophes
|                                   |                    | Propières |
| Saint-Germain-la-Montagne (Loire) | Azolette           |           |
|                                   | Belleroche (Loire) |           |

### Climat
Pour des articles plus généraux, voir Climat d'Auvergne-Rhône-Alpes et Climat du Rhône.
En 2010, le climat de la commune est de type climat des marges montargnardes, selon une étude du Centre national de la recherche scientifique s'appuyant sur une série de données couvrant la période 1971-2000. En 2020, Météo-France publie une typologie des climats de la France métropolitaine dans laquelle la commune est exposée à un climat de montagne ou de marges de montagne et est dans la région climatique Centre et contreforts nord du Massif Central, caractérisée par un air sec en été et un bon ensoleillement.
Pour la période 1971-2000, la température annuelle moyenne est de 9,7 °C, avec une amplitude thermique annuelle de 16,3 °C. Le cumul annuel moyen de précipitations est de 1 021 mm, avec 12 jours de précipitations en janvier et 7,8 jours en juillet. Pour la période 1991-2020, la température moyenne annuelle observée sur la station météorologique de Météo-France la plus proche, « Monsols », sur la commune de Deux-Grosnes à 8 km à vol d'oiseau, est de 10,6 °C et le cumul annuel moyen de précipitations est de 1 145,9 mm,. Pour l'avenir, les paramètres climatiques de la commune estimés pour 2050 selon différents scénarios d'émission de gaz à effet de serre sont consultables sur un site dédié publié par Météo-France en novembre 2022.

## Urbanisme

### Typologie
Au 1er janvier 2024, Azolette est catégorisée commune rurale à habitat très dispersé, selon la nouvelle grille communale de densité à sept niveaux définie par l'Insee en 2022.
Elle est située hors unité urbaine et hors attraction des villes,.

### Occupation des sols
L'occupation des sols de la commune, telle qu'elle ressort de la base de données européenne d’occupation biophysique des sols Corine Land Cover (CLC), est marquée par l'importance des territoires agricoles (51,7 % en 2018), une proportion sensiblement équivalente à celle de 1990 (52,1 %). La répartition détaillée en 2018 est la suivante : 
prairies (51,7 %), forêts (47,9 %), zones urbanisées (0,4 %). L'évolution de l’occupation des sols de la commune et de ses infrastructures peut être observée sur les différentes représentations cartographiques du territoire : la carte de Cassini (XVIIIe siècle), la carte d'état-major (1820-1866) et les cartes ou photos aériennes de l'IGN pour la période actuelle (1950 à aujourd'hui).

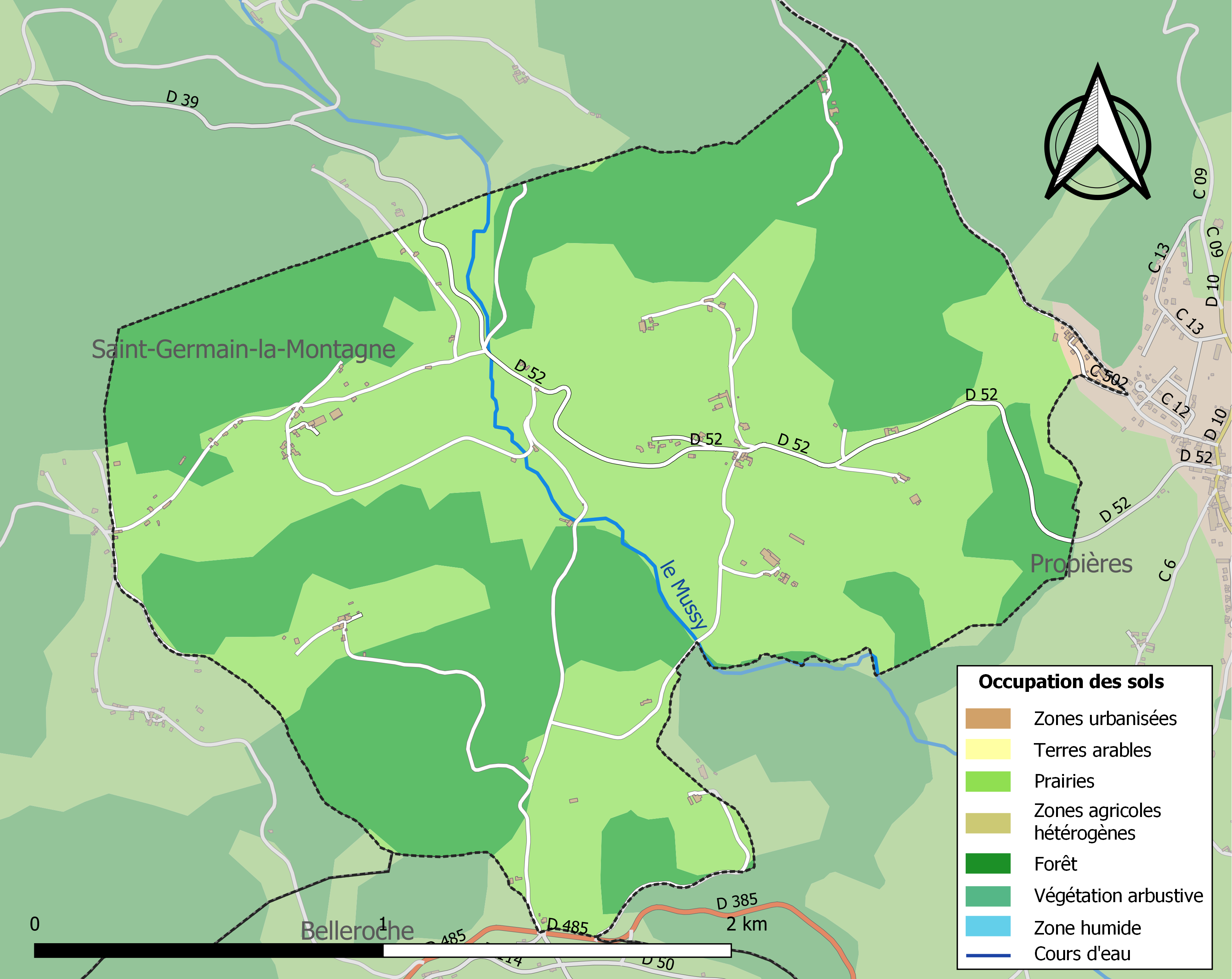
Carte des infrastructures et de l'occupation des sols de la commune en 2018 (CLC).

## Histoire
Aucune trace d'occupation n'est attestée pendant la période romaine, tant au niveau archéologique que bibliographique.

## Politique et administration

### Administration territoriale
La commune appartient au canton de Monsols, avant de rejoindre celui de Thizy-les-Bourgs en 2015.

### Administration municipale
Le nombre d'habitants au dernier recensement étant compris entre 100 et 499, le nombre de membres du conseil municipal est de 11.

### Liste des maires
| Période                                  | Période  | Identité         | Étiquette | Qualité |
| ---------------------------------------- | -------- | ---------------- | --------- | ------- |
| avant 1988                               | ?        | Paul Manivet     |           |         |
| 2001                                     | 2008     | Roger Grosselin  |           |         |
| 2008                                     | 2014     | Didier Manivet   |           |         |
| 2014                                     | en cours | Maurice Tournier |           |         |
| Les données manquantes sont à compléter. |          |                  |           |         |

### Intercommunalité
La commune fait partie depuis le 1er janvier 2017 de la communauté de communes Saône-Beaujolais, qui a fusionné avec la communauté de communes du Haut-Beaujolais.

## Population et société

### Démographie
L'évolution du nombre d'habitants est connue à travers les recensements de la population effectués dans la commune depuis 1793. Pour les communes de moins de 10 000 habitants, une enquête de recensement portant sur toute la population est réalisée tous les cinq ans, les populations de référence des années intermédiaires étant quant à elles estimées par interpolation ou extrapolation. Pour la commune, le premier recensement exhaustif entrant dans le cadre du nouveau dispositif a été réalisé en 2006.

En 2022, la commune comptait 122 habitants, en évolution de +0,83 % par rapport à 2016 (Rhône : +3,93 %, France hors Mayotte : +2,11 %).
| 1793 | 1800 | 1806 | 1821 | 1831 | 1836 | 1841 | 1846 | 1851 |
| ---- | ---- | ---- | ---- | ---- | ---- | ---- | ---- | ---- |
| 431  | 210  | 446  | 455  | 450  | 480  | 440  | 432  | 433  |

| 1856 | 1861 | 1866 | 1872 | 1876 | 1881 | 1886 | 1891 | 1896 |
| ---- | ---- | ---- | ---- | ---- | ---- | ---- | ---- | ---- |
| 415  | 379  | 426  | 410  | 405  | 414  | 429  | 376  | 366  |

| 1901 | 1906 | 1911 | 1921 | 1926 | 1931 | 1936 | 1946 | 1954 |
| ---- | ---- | ---- | ---- | ---- | ---- | ---- | ---- | ---- |
| 344  | 312  | 296  | 203  | 177  | 167  | 149  | 140  | 132  |

| 1962 | 1968 | 1975 | 1982 | 1990 | 1999 | 2006 | 2011 | 2016 |
| ---- | ---- | ---- | ---- | ---- | ---- | ---- | ---- | ---- |
| 115  | 115  | 128  | 114  | 74   | 116  | 120  | 129  | 121  |

| 2021 | 2022 | - | - | - | - | - | - | - |
| ---- | ---- | - | - | - | - | - | - | - |
| 122  | 122  | - | - | - | - | - | - | - |

## Culture locale et patrimoine

### Lieux et monuments
- L'église du village.
- Le monument aux morts.

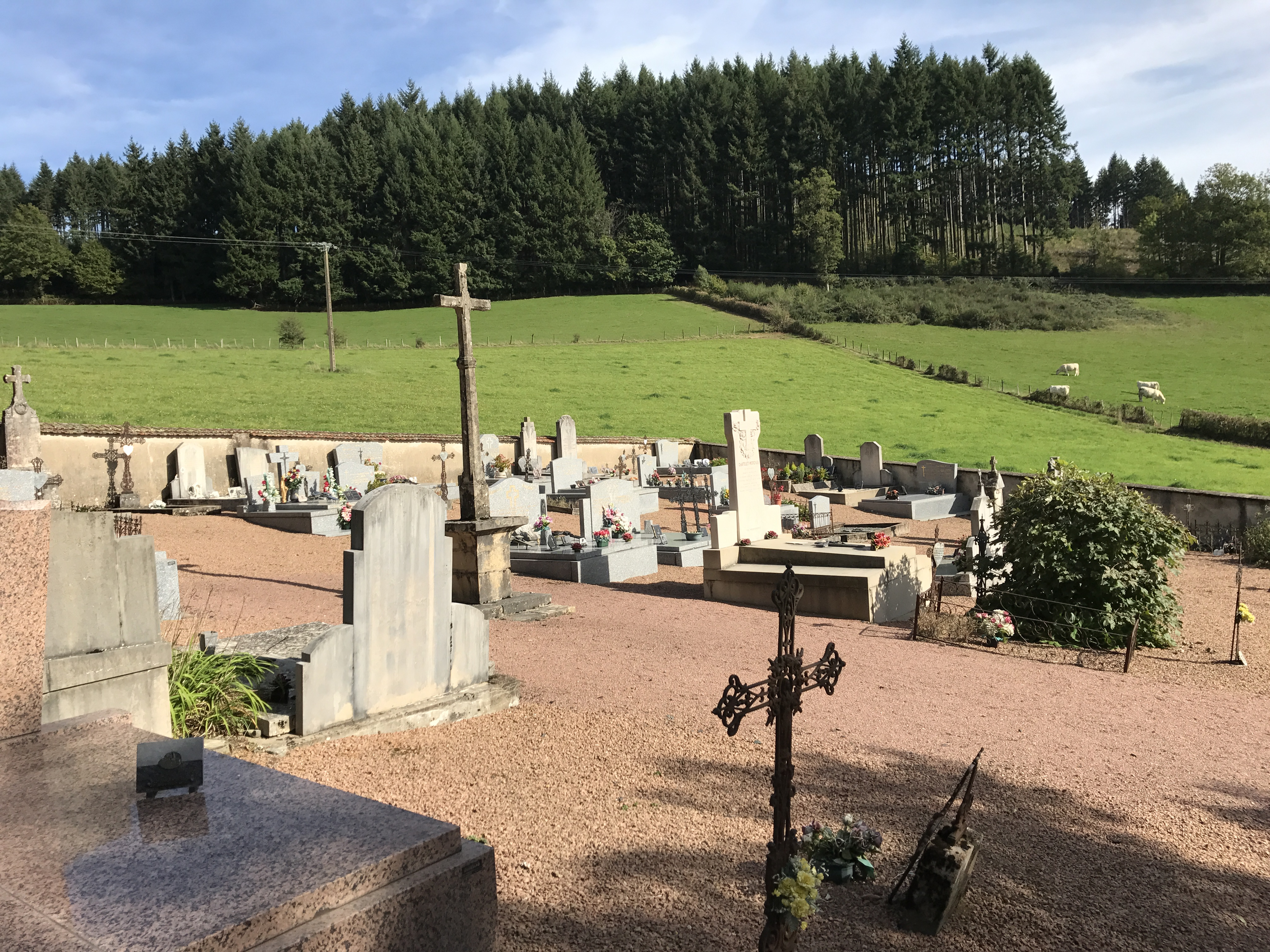
Le cimetière du village.
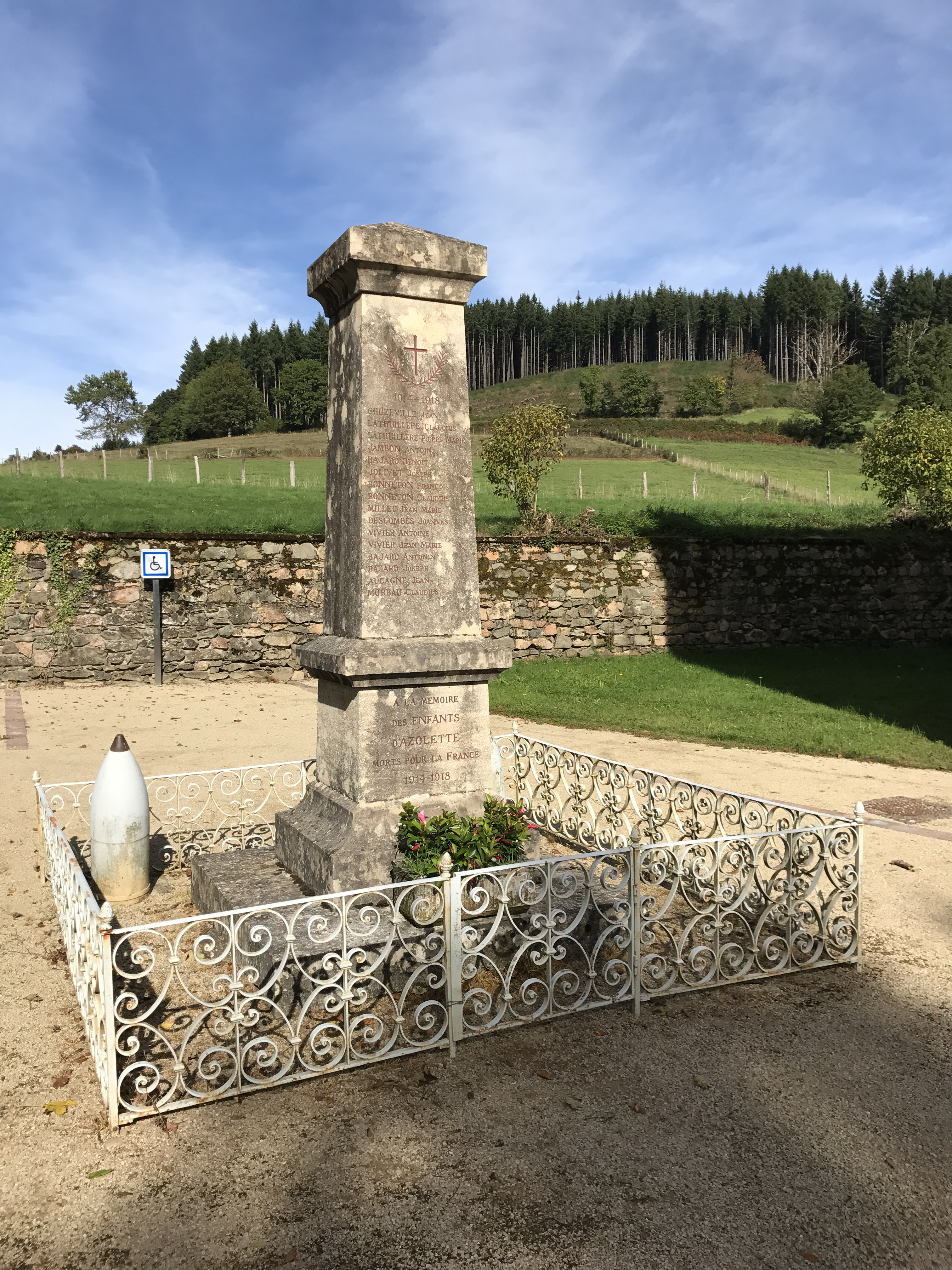
Le monument aux morts.
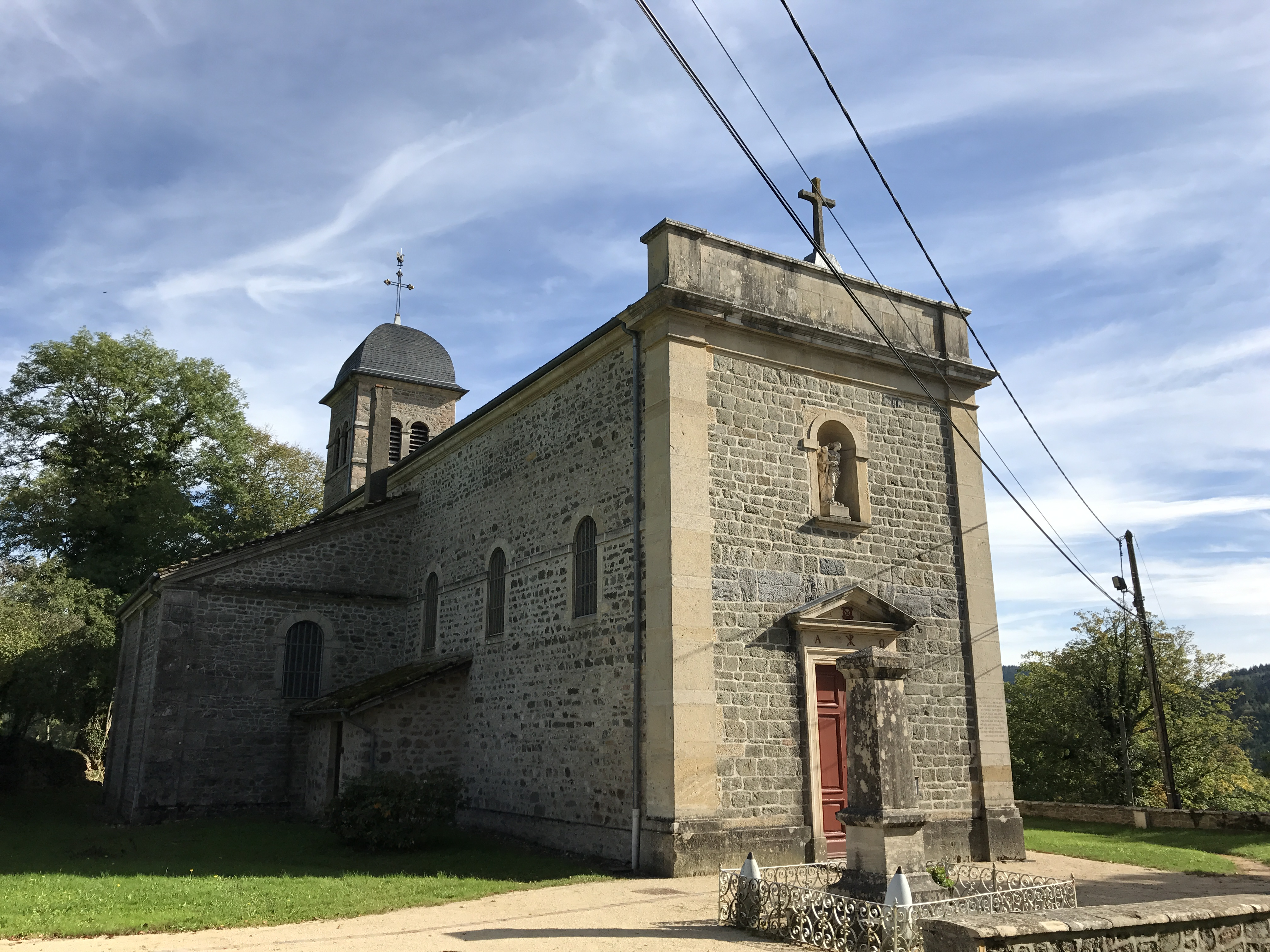
L'église.

## Héraldique
| Blason de Azolette | Blason  | Tiercé en pairle renversé: au 1) de gueules à un coq d'argent surmontant une épée couchée d'or, au 2) d'or au lion de sable armé et lampassé de gueules et au lambel de cinq pendants du même brochant, au 3) d'argent à la divise ondée d'azur accompagné en chef d'un sapin coupé de sinople fûté de tenné; à trois bouquets de trois roseaux à massettes au naturel rangés en fasce brochant en pointe sur la ligne basse de la divise. |
| Blason de Azolette | Détails | Les joncs = évoquent le nom de la commune le coq = attribut de saint Pierre l'épée = attribut de saint Paul le lion de sable = dans le blason de la famille "De Beaujeu" qui fonda l'Abbaye de Joug Dieu qui fut seigneur d'Azolette pendant plus de 6 siècles le sapin = commune très boisée les ondes = le Mussy qui arrose la commune Création JF Binon. Utilisé sur PanneauPocket 2024                                                 |